# Theridion zhangmuense
Theridion zhangmuense är en spindelart som beskrevs av Hu 200. Theridion zhangmuense ingår i släktet Theridion och familjen klotspindlar. Inga underarter finns listade i Catalogue of Life.